# 卡薩布蘭卡級護航航空母艦
卡薩布蘭卡級護航航空母艦（英語：Casablanca Class aircraft carrier）是美国在第二次世界大战中建造的一级护航航空母舰，该级航母一共建造了50艘，是建造数量最多的航空母舰之一，到第二次世界大戰结束时共有5艘被击沉。

## 历史
美国轮船制造商亨利·約翰·凱薩提出了一种利用流水线制造预制件，再将部件焊接起来的造船方案。这种方案曾用来制造自由轮，但美国海军作战部长恩斯特·金恩反对用这种方式制造护航航空母舰。于是亨利·凯泽直接去找了富兰克林·罗斯福总统，在总统的干预下海军通过了凯泽的制造方案，凯泽位于华盛顿州的造船厂在一年时间里建造了全部50艘航母。
1943年7月8日该级航母得到了第一个订单，到1944年7月8日完成了所有航母的建造工作，平均每周都有一艘航母下水。大部分卡薩布蘭卡級護航航空母艦以太平洋沿岸的海湾命名，该级的舷号为CVE-55至CVE-104。
不同于博格级护航航母，卡薩布蘭卡級護航航空母艦都留在了美国海军。其中只有5艘参与了大西洋的作战，这5艘中只有傳教灣（CVE-59）一直进行反潜作战。而瓜達爾卡納爾（CVE-60）在反潜战方面战功赫赫，共击沉或俘获4艘德国U型潜艇，其中U-505是美国自1812年战争以来第一次俘虏敌方潜艇。
由于护航航母的航速低、装甲薄，它们一般无法承担高强度的军事对抗，通常用作运输飞机或是对地支援等任务。然而莱特湾海战中，栗田健男率领包括大和号战列舰在内的日军主力舰队在萨马岛附近遭遇了只有驱逐舰保护的六艘卡薩布蘭卡級護航航空母艦，甘比爾灣（CVE-73）被击沉。同一天聖羅號航空母艦被日军神风特攻队自杀飞机击沉，它也是第一艘被神风特攻队击沉的船只。
除此以外，该级的奧馬尼灣（CVE-79）、俾斯麥海（CVE-95）也是被神风飞机击沉的，而利斯康灣（CVE-56）则是被日军潜艇伊-175击沉的。在二战中，只有这5艘卡薩布蘭卡級护航航母被击沉。战后大部分卡薩布蘭卡級被拆解，少部分被转作它用，最后一艘忒提斯灣（CVE-90）于1964年被拆毁。

## 结构

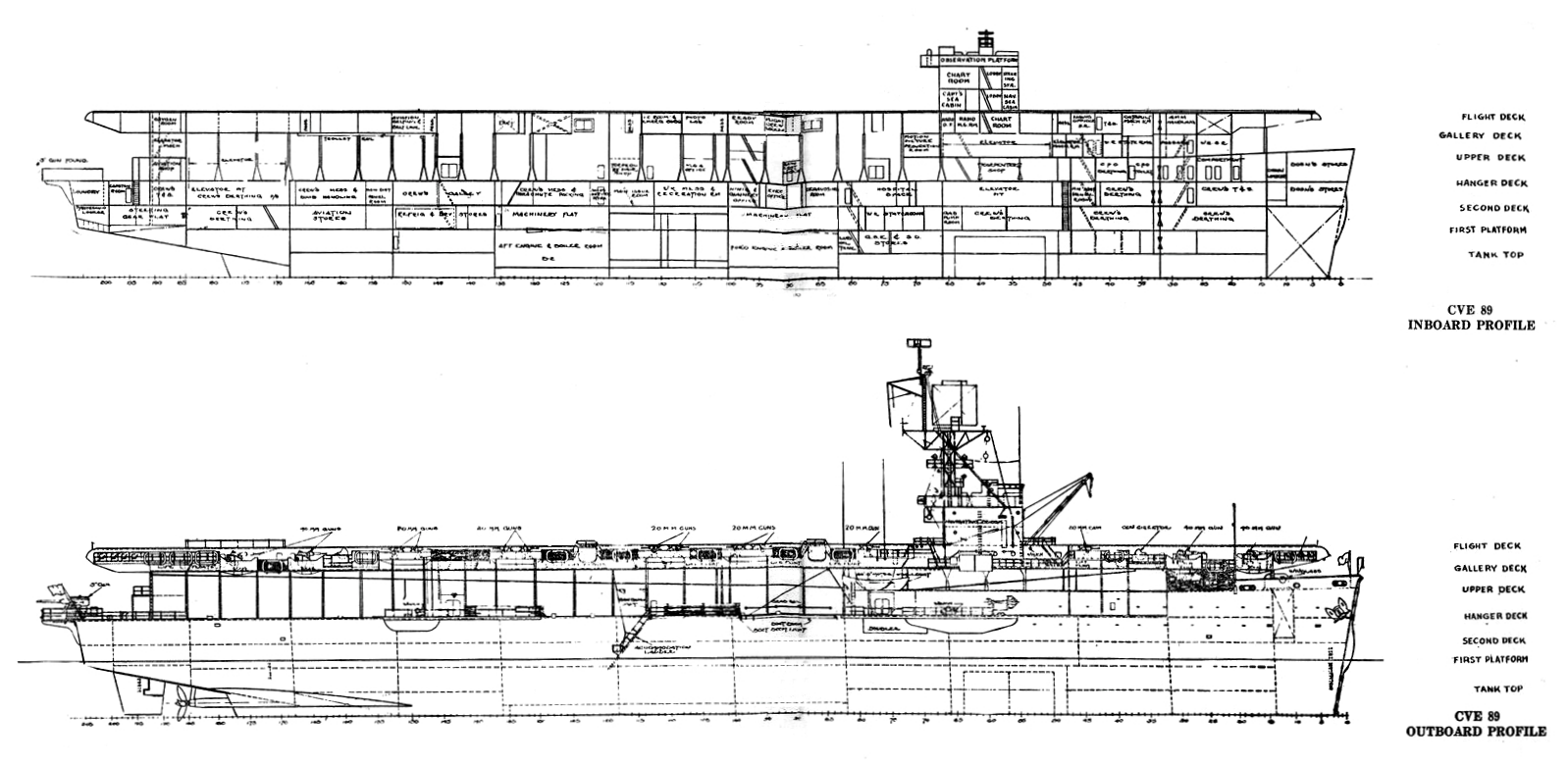
卡薩布蘭卡級線圖

卡薩布蘭卡級是美国第一级一开始就按护航航母进行设计的舰船，而之前的护航航母多为改装，它的设计代号为"S4-S2-BB5"。飞行甲板以及上层建筑很像博格級護航航空母艦，但是它的动力系统为三胀往复式蒸汽机，这在同时代的航母中是较为罕见的。此外，該級的推进器为两軸螺旋桨。
由于采用流水线式作业、焊接工艺以及采用高度标准化的零部件，卡薩布蘭卡級的建造非常迅速，通常只要3个月左右就能建造一艘卡薩布蘭卡級護航航空母艦，像是布干維爾（CVE-100）的建造只用了76天。该级航母的装甲很少，只有舰桥和鱼雷库周围增加一些装甲區。
待利斯康灣被日本潛艇擊沉后，人们在航空炸弹弹药库周围用水和油构成了液体保护屏障，降低被擊沉的速度，但此举减少了炸弹的存放量。该级航母拥有两台升降机和一台弹射器，一般搭载27架飞机，分别为9架战斗机、9架鱼雷轰炸机、9架俯冲轰炸机；有时也取消配置俯冲轰炸机，搭載18架鱼雷轰炸机。。在实际战斗中这个配置也会发生种种变化，例如彼得罗夫湾（CVE-80）就曾搭载过16架F4F戰鬥機和12架TBF復仇者式轟炸機，一共28架戰機。

## 同級艦
該級一共50艘船皆被建於溫哥華的凱澤造船廠。下列介紹的艦船，皆是出於該船廠。
| 舰名           | 舷号    | 開工日         | 完工日         | 服役日                      | 退役日                       | 結局                                                                              |
| -------------- | ------- | -------------- | -------------- | --------------------------- | ---------------------------- | --------------------------------------------------------------------------------- |
| 卡薩布蘭卡     | CVE-55  | 1942年11月3日  | 1943年4月5日   | 1943年7月8日                | 1946年6月10日                | 1947年4月23日拆除                                                                 |
| 利斯康灣       | CVE-56  | 1942年12月12日 | 1943年4月19日  | 1943年8月7日                | 1943年11月24日               | 1943年11月24日 被伊175的魚雷擊沉。                                                |
| 安濟奧         | CVE-57  | 1942年12月12日 | 1943年5月1日   | 1943年8月27日               | 1946年8月5日                 | 1959年11月24日拆除。                                                              |
| 科雷希多       | CVE-58  | 1942年12月17日 | 1943年5月12日  | 1943年8月31日 1951年5月19日 | 1946年7月30日 1958年9月4日   | 1959年4月28日拆除。                                                               |
| 傳教灣         | CVE-59  | 1942年12月28日 | 1943年5月26日  | 1943年9月13日               | 1947年2月21日                | 1959年4月30日拆除。                                                               |
| 瓜達爾卡納爾   | CVE-60  | 1943年1月5日   | 1943年6月5日   | 1943年9月25日               | 1946年7月15日                | 1959年9月2日拆除。                                                                |
| 馬尼拉灣       | CVE-61  | 1943年1月15日  | 1943年7月10日  | 1943年10月5日               | 1946年7月31日                | 1959年9月2日拆除。                                                                |
| 納托馬灣       | CVE-62  | 1943年1月17日  | 1943年7月20日  | 1943年10月14日              | 1946年5月20日                | 1959年7月30日拆除。                                                               |
| 聖羅           | CVE-63  | 1943年1月23日  | 1943年8月17日  | 1943年10月23日              | 1944年10月25日               | 1944年10月25日， 薩馬島海戰時， 被神風特攻隊擊沉。                                |
| 的黎波里       | CVE-64  | 1943年2月1日   | 1943年7月13日  | 1943年10月31日 1952年1月5日 | 1946年5月22日 1958年11月25日 | 1960年1月左右拆除。                                                               |
| 威克島         | CVE-65  | 1943年2月6日   | 1943年9月15日  | 1943年11月7日               | 1946年4月5日                 | 1946年4月19日拆除。                                                               |
| 白原           | CVE-66  | 1943年2月11日  | 1943年9月27日  | 1943年11月15日              | 1946年7月17日                | 1958年7月29日拆除。                                                               |
| 所羅門         | CVE-67  | 1943年3月19日  | 1943年10月6日  | 1943年11月21日              | 1946年6月5日                 | 1946年12月22日拆除。                                                              |
| 加里寧灣       | CVE-68  | 1943年4月26日  | 1943年10月15日 | 1943年11月27日              | 1946年5月15日                | 1946年12月8日拆除。                                                               |
| 卡薩安灣       | CVE-69  | 1943年5月11日  | 1943年10月24日 | 1943年12月4日               | 1946年6月15日                | 1960年2月2日拆除。                                                                |
| 范肖灣         | CVE-70  | 1943年5月18日  | 1943年11月1日  | 1943年12月9日               | 1946年8月14日                | 1960年2月2日拆除。                                                                |
| 基昆灣         | CVE-71  | 1943年6月18日  | 1943年11月8日  | 1943年12月15日              | 1946年4月19日                | 1946年11月18日拆除。                                                              |
| 圖拉吉         | CVE-72  | 1943年6月7日   | 1943年11月15日 | 1943年12月21日              | 1946年4月30日                | 1946年5月8日除名。                                                                |
| 甘比爾灣       | CVE-73  | 1943年7月10日  | 1943年11月22日 | 1943年12月28日              | 1944年11月27日               | 1944年10月25日， 在 薩馬島海戰 中， 被能代帶領的艦隊擊沉， 唯二被炮火击沉的航母。 |
| 内亨塔湾       | CVE-74  | 1943年7月20日  | 1943年11月28日 | 1944年1月3日                | 1946年5月15日                | 1960年6月29日拆除。                                                               |
| 霍格特灣       | CVE-75  | 1943年8月17日  | 1943年12月4日  | 1944年1月11日               | 1946年7月20日                | 1960年3月31日拆除。                                                               |
| 卡達山灣       | CVE-76  | 1943年9月2日   | 1943年12月11日 | 1944年1月18日               | 1946年6月14日                | 1960年2月左右拆除。                                                               |
| 南鳥島         | CVE-77  | 1943年9月15日  | 1943年11月16日 | 1944年1月26日               | 1946年12月12日               | 1960年2月29日拆除。                                                               |
| 薩沃島         | CVE-78  | 1943年9月27日  | 1943年12月22日 | 1944年2月3日                | 1946年12月12日               | 1960年2月29日拆除。                                                               |
| 奧馬尼灣       | CVE-79  | 1943年10月6日  | 1943年12月29日 | 1944年2月11日               | 1945年1月4日                 | 1945年1月4日， 遭遇神風並被重創， 最後將其 鑿沉。                                 |
| 彼得罗夫湾     | CVE-80  | 1943年10月15日 | 1944年1月5日   | 1944年2月18日               | 1955年7月31日                | 1959年7月30日拆除。                                                               |
| 魯德灣         | CVE-81  | 1943年10月24日 | 1944年1月12日  | 1944年2月25日               | 1946年6月11日                | 1960年1月左右拆除。                                                               |
| 薩擊諾灣       | CVE-82  | 1943年11月1日  | 1944年1月19日  | 1944年3月2日                | 1946年6月19日                | 1959年11月27日拆除。                                                              |
| 薩進特灣       | CVE-83  | 1943年11月8日  | 1944年1月31日  | 1944年3月9日                | 1946年6月23日                | 1959年7月左右被拆除。                                                             |
| 三葉草灣       | CVE-84  | 1943年11月15日 | 1944年2月4日   | 1944年3月15日               | 1946年7月6日                 | 1958年5月左右拆除。                                                               |
| 希普利灣       | CVE-85  | 1943年11月22日 | 1944年2月12日  | 1944年3月21日               | 1946年6月28日                | 1959年10月2日拆除。                                                               |
| 實托灣         | CVE-86  | 1943年11月23日 | 1944年2月19日  | 1944年3月28日 1950年7月29日 | 1946年11月30日 1954年7月27日 | 1960年8月30日拆除。                                                               |
| 輪船灣         | CVE-87  | 1943年12月4日  | 1944年2月26日  | 1944年4月4日                | 1946年2月4日                 | 1959年8月29日拆除。                                                               |
| 埃斯佩蘭斯海角 | CVE-88  | 1943年12月11日 | 1944年3月3日   | 1944年4月9日 1950年8月5日   | 1946年8月22日 1959年1月15日  | 1959年5月14日拆除。                                                               |
| 塔卡尼斯灣     | CVE-89  | 1943年1月24日  | 1944年2月26日  | 1944年4月4日                | 1946年2月4日                 | 1959年8月29日拆除。                                                               |
| 忒提斯灣       | CVE-90  | 1943年12月22日 | 1944年3月16日  | 1944年4月12日 1956年7月20日 | 1946年8月7日 1964年3月1日    | 1964年12月左右拆除。                                                              |
| 望加錫海峽     | CVE-91  | 1943年12月29日 | 1944年3月22日  | 1944年4月27日               | 1946年8月9日                 | 1961年4月左右拆除。                                                               |
| 溫德姆灣       | CVE-92  | 1944年1月5日   | 1944年3月29日  | 1944年5月3日 1950年10月28日 | 1946年8月23日 1959年1月15日  | 1960年12月31日拆除。                                                              |
| 馬金島         | CVE-93  | 1944年1月12日  | 1944年4月5日   | 1944年5月9日                | 1946年4月19日                | 1947年1月1日拆除。                                                                |
| 隆加角         | CVE-94  | 1944年1月19日  | 1944年4月11日  | 1944年5月14日               | 1946年10月24日               | 1960年8月3日拆除。                                                                |
| 俾斯麥海       | CVE-95  | 1944年1月31日  | 1944年4月17日  | 1944年5月20日               | 1945年3月30日                | 1945年2月21日， 在硫磺島戰役中， 被天山的自殺攻擊 引爆彈藥庫。                    |
| 薩拉毛亞       | CVE-96  | 1944年2月4日   | 1944年4月22日  | 1944年5月26日               | 1946年5月9日                 | 1946年11月18日拆除。                                                              |
| 霍蘭迪亞       | CVE-97  | 1944年2月12日  | 1944年4月28日  | 1944年6月1日                | 1947年1月17日                | 1960年12月31日拆除。                                                              |
| 瓜加林         | CVE-98  | 1944年2月19日  | 1944年5月4日   | 1944年6月7日                | 1946年8月16日                | 1960年4月1日除名。                                                                |
| 阿得米拉提島   | CVE-99  | 1944年2月26日  | 1944年5月10日  | 1944年6月13日               | 1946年4月24日                | 1947年1月2日拆除。                                                                |
| 布干維爾       | CVE-100 | 1944年3月3日   | 1944年5月16日  | 1944年6月18日               | 1946年11月3日                | 1960年8月29日拆除。                                                               |
| 馬坦尼考       | CVE-101 | 1944年3月10日  | 1944年5月22日  | 1944年6月24日               | 1946年10月11日               | 1960年7月27日拆除。                                                               |
| 阿圖           | CVE-102 | 1944年3月16日  | 1944年5月27日  | 1944年6月30日               | 1946年6月8日                 | 1947年1月3日拆除。                                                                |
| 羅伊           | CVE-103 | 1944年3月22日  | 1944年6月2日   | 1944年7月6日                | 1946年5月日                  | 1946年12月31日拆除。                                                              |
| 蒙達           | CVE-104 | 1944年3月29日  | 1944年5月27日  | 1944年7月8日                | 1946年4月24日                | 1960年6月17日拆除。                                                               |